# Lepidodactylus pulcher
Lepidodactylus pulcher este o specie de șopârle din genul Lepidodactylus, familia Gekkonidae, descrisă de Boulenger 1885. Conform Catalogue of Life specia Lepidodactylus pulcher nu are subspecii cunoscute.